# جيوفري تومسون
جيوفري تومسون (بالإنجليزية: Geoffrey Thompson)‏ هو شخصية أعمال بريطاني، ولد في 16 نوفمبر 1936 في مانشستر في المملكة المتحدة، وتوفي في 12 يونيو 2004 في بلاكبول في المملكة المتحدة.